# 张致祥

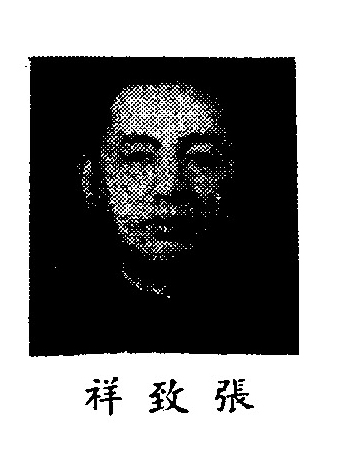

张致祥（1909年10月—2009年12月18日），原名管亚强，江苏常州武进人，男，中华人民共和国政治人物，曾任中共中央对外联络部副部长、顾问，第三届全国政协委员，第六届全国人大常委会委员。

## 生平
父亲管任伯是民国初年的财政部佥事，早逝。1918年入武进东吴小学。1921年入武进初中。后到天津的伯父家。1924年入天津南开中学高中理科，后转文科。1926年由老师范文澜介绍加入中国共产主义青年团。1927年任团支书、南开中学学生自治会主席。因领导学潮，和20多位学生被当作“赤色分子”开除，差3个月高中没有毕业。随老师范文澜来到北平，担任共青团北平市委宣传部长，同时兼任革命互济会工作，在惠民女中代课。1928年转入中国共产党。1929年考入中国大学国学系入大三学习。1929年脱党。1931年中大毕业时考取清华大学国学系的唯一文科研究生。读研时到北平女二中、大同中学、中大等代课、任教。1933年起在中国大学任教。曾任北平《文史》、《时代文化》、《盍旦》等杂志编辑。1936年重新入党，任中国大学特别党小组组长，负责北平市文教届的工作，发起成立了北平作家协会并担任执委。
1937年抗战爆发后，和国大的几位党员到天津，一面创办《时代周刊》宣传抗日救国。一面在河北省委领导下的华北人民抗日自卫委员会任委员，做上层人士抗日统一战线的工作。1938年参与冀东抗日大暴动的组织工作。1939年夏到平西抗日根据地与金肇野一起创办冀热察党委机关报《挺进报》并改名为张致祥。1940年7月调任平北专署专员。一年后调回《挺进报》任主编。1942年初任平北地委宣传部长兼《挺进报》社长，二次赴平北敌后。1942年底调任《晋察冀日报》副总编辑（邓拓任主编）。1944年秋调晋察冀军区政治部任宣传部副部长、部长。1948年5月任华北军区政治部宣传部长。1949年初参加接管北平，为解放军入城做准备工作。还建议把德国医院改名为北京医院。
中华人民共和国建国时，张为天安门设计负责人，时任中国总理周恩来指定的开国大典总指挥之一。主持设计了天安门城楼的总体布置方案、观礼台的搭建、电动升旗旗杆与奏乐配合等。
后历任华北军区政治部副主任（政治部主任朱良才养病休息，副主任张南生赴朝鲜前线，实际代理主持政治部工作）。1954年9月以正军职调任中华人民共和国文化部副部长，中华人民共和国对外文化联络委员会副主任、党组书记。1960年向周恩来总理提议组建东方歌舞团。中共中央对外联络部副部长、顾问，中国国际交流协会副会长。於2009年12月18日在北京医院病逝，享年101岁。

## 轶事
张致祥是剧作家曹禺南开时的同宿舍同学。

## 家人
夫人伊之